# Muzeum Rumuńskiego Chłopa
Muzeum Rumuńskiego Chłopa (rum: Muzeul Național al Țăranului Român) – muzeum w Bukareszcie, w Rumunii, z kolekcją tkanin (zwłaszcza kostiumów), ikon, ceramiki i innych artefaktów rumuńskiego życia chłopskiego. Jeden z wiodących muzeów sztuki popularnej i tradycji w Europie, został uznany za "Europejskie Muzeum Roku" w 1996 roku. 
Znajduje się na Șoseaua Kiseleff, niedaleko Piața Victoriei, muzeum objęte jest patronatem rumuńskiego Ministerstwa Kultury. Jego kolekcja obejmuje ponad 100 000 obiektów.
Założone w 1906 roku przez Alexandru Tzigara-Samurcaș, zostało ponownie otwarte 5 lutego 1990 roku, zaledwie sześć tygodni po upadku i egzekucji Nicolae Ceaușescu. W czasach komunizmu w budynku mieściło się muzeum reprezentujące krajową partię komunistyczną; w piwnicy muzeum nadal znajduje się pomieszczenie poświęcone ironicznej ekspozycji niektórych artefaktów z tego wcześniejszego muzeum. Budynek, początkowo przeznaczony jako muzeum sztuki rumuńskiej, został zaprojektowany przez Nicolae Ghica-Budești i zbudowany w latach 1912–1941. Budynek wpisany jest na listę zabytków przez Ministerstwo Kultury i Spraw Religijnych Rumunii.